# Manfred Payrhuber
Manfred Payrhuber (* 10. September 1940 in Linz; † 6. Februar 2018) war ein österreichischer Sportkommentator.

## Leben
Manfred Payrhuber machte eine Ausbildung zum Einzelhandelskaufmann und sollte später eine Papierhandlung übernehmen. Bereits im Alter von 18 Jahren begann Payrhuber beim ORF zu arbeiten und war unter anderem 29 Jahre lang der Sportchef im Landesstudio Oberösterreich. Der Sportreporter kommentierte sechs Finale der Fußball-Weltmeisterschaft und war auch mit der österreichischen Skinationalmannschaft im Rahmen derer Auftritte für den Österreichischen Skiverband weltweit unterwegs.
Nach seiner Pensionierung im Jahr 2002 begann Payrhuber beim LASK als Pressechef, wo er seither auch als Platzsprecher tätig war. Payrhuber bedauerte, dass der Platzsprecher während des Spiels nicht viel mehr als die Torschützen und die Besucherzahl durchgeben durfte, also nur für das Spiel unmittelbare Informationen. Payrhuber war Mitglied des Oberösterreichischen Presseclubs.
Seine Grabstätte befindet sich im Ehren- oder Bürgermeisterhof des Urnenhains Urfahr.
Payrhuber war verheiratet und dreifacher Familienvater. Seit seinem siebten Lebensjahr war er Fan des Fußballklubs LASK. Sein größtes Hobby allerdings war der Attersee, an dem er im Sommer viele Stunden verbrachte.